# Araeosoma fenestratum
Araeosoma fenestratum är en sjöborreart. Araeosoma fenestratum ingår i släktet Araeosoma och familjen Echinothuriidae. Inga underarter finns listade i Catalogue of Life.